# Philautia
La philautia ou philautie (en grec ancien : φιλαυτία,  construit à partir de φίλος et ἑαυτοῦ) est un concept de philosophie grecque qui désigne l'amour de soi, ou la compassion de soi.

## Concept

### En Grèce antique
L'amour de soi ou « le souci de son propre bonheur ou avantage » a été conceptualisé à la fois comme une nécessité humaine fondamentale et comme un défaut moral, apparenté à la vanité et à l'égoïsme et synonyme d'amour-propre ou d'égotisme. Le terme a pris des sens différents en philosophie. 
De plus, les Grecs de l'Antiquité pensaient que s'aimer soi-même signifiait avoir une plus grande capacité pour aimer les autres - quelque chose que nous pourrions tous encore apprendre aujourd'hui en matière de soins personnels[non neutre]. Aristote disait que : « Tous les sentiments amicaux pour les autres sont une extension des sentiments d'un homme pour lui-même »,.

### Chez Aristote
Dans l'Éthique à Nicomaque, le philosophe grec Aristote a fait la distinction entre deux types d’égoïsme ou d’amour de soi (philautia) : l'un, péjoratif, est l'amour égocentrique (l’égoïsme est alors le souci nombriliste de ses seuls désirs et intérêts) et l'autre, mélioratif, est un égoïsme « vertueux » et légitime, qui consiste à s’aimer soi-même en tant que sujet cultivant la beauté morale et l’intellect. 

### Chez Spinoza
Baruch Spinoza utilise le terme de philautia dans l'Éthique. Il n'est utilisé qu'à deux reprises. L'amour de soi (amor sui) n'est pas véritablement distingué de l'amour-propre. Il s'agit d'une satisfaction de soi qui naît de la raison.

### Chez Kant
Emmanuel Kant utilise le concept de philautia dans ses leçons d'éthique. La philautia, selon lui, a lieu lorsqu'un homme considère ses dispositions comme bonnes.